# Burg Hričov
Die Burg Hričov (slowakisch Hričovský hrad, auch Hrad Hričov) ist die Ruine einer Höhenburg beim nordwestslowakischen Ort Hričovské Podhradie im Okres Žilina. Sie befindet sich auf einer 567 m n.m. hohen Felsklippe im nördlichen Teil des Gebirges Súľovské vrchy.

## Geschichte

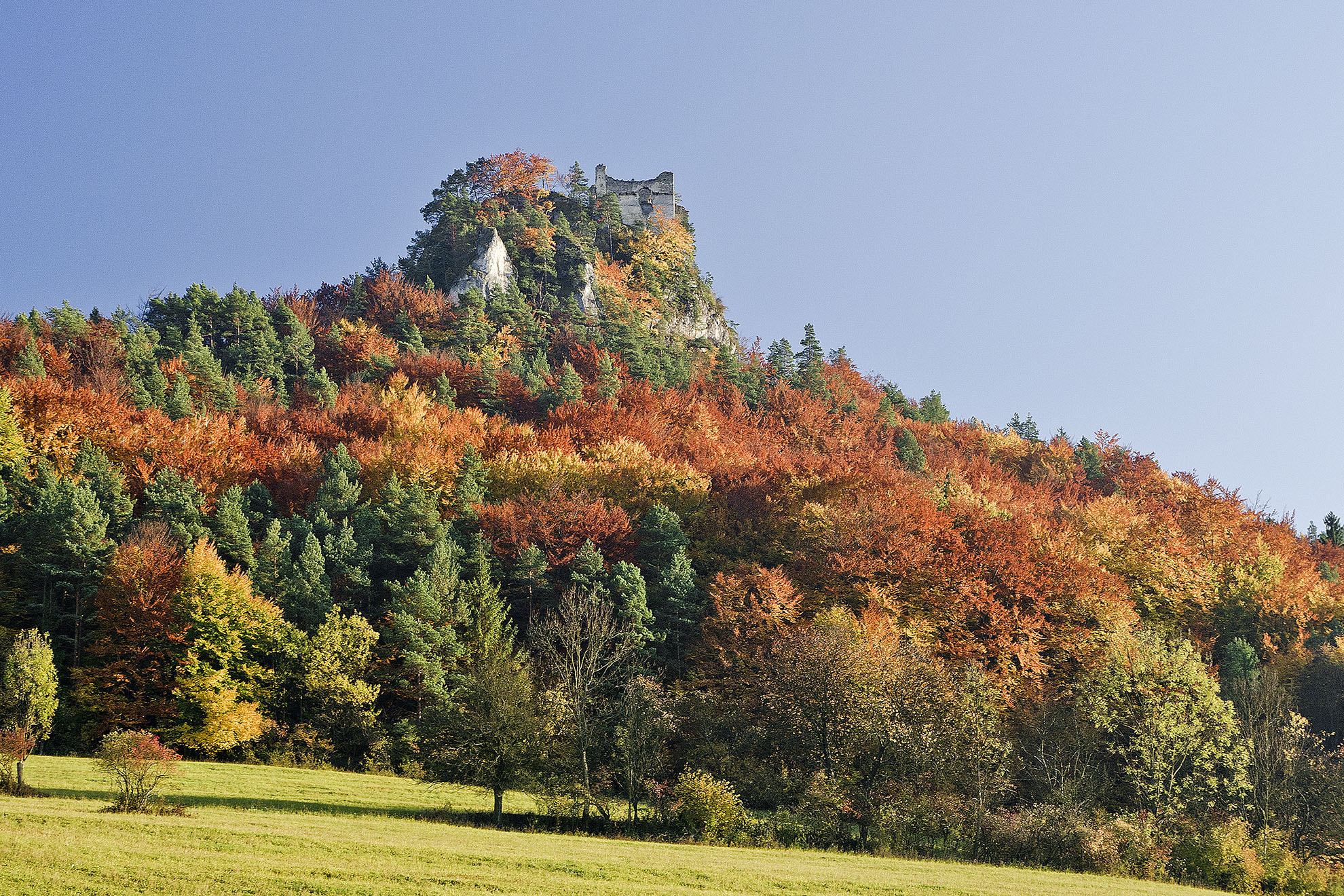
Ansicht der Burgruine im Herbst

Die Burg wurde während des Königreichs Ungarn erbaut. Die Gegend wurde zum ersten Mal 1208 als Besitz des Bistums Neutra schriftlich erwähnt. Aus einer 1254 ausgestellten Urkunde von Béla IV. geht hervor, dass die Burg zu dieser Zeit noch nicht stand, wohl aber nach dem Tod des Magisters und Erbauers Tolus im Jahr 1265, damals hieß sie lateinisch castrum Hrichou. 1282 erwarb ein Vorfahre der Familie Balassa die Burg, sie wurde aber alsbald durch den Oligarchen Matthäus Csák erobert und in sein Kleinkönigtum eingegliedert. Erst nach dessen Tod im Jahr 1321 konnten die Balassas zurückkehren. Ab Mitte des 14. Jahrhunderts war die Burg Hričov wieder königlicher Besitz, 1397 war sie an die Familie Kapolay verpachtet und anschließend an den polnischen Adligen Sędziwój Pałuka veräußert, bevor Sigismund von Luxemburg sie an seine zweite Frau Barbara von Cilli schenkte.
In den 1440er Jahren fiel die Burganlage an die Hussiten, nach einer Rückeroberung durch den Feldherrn Balázs Magyar wurde sie Besitz von Franz Hági, einem Anhänger von Matthias Corvinus, der später Gespan der Gespanschaft Trentschin wurde.
Nach der Schlacht von Mohács geriet die Burg in den Mittelpunkt der Kämpfe zwischen Ferdinand I. und seinem Thronkonkurrenten Johann Zápolya. Der Feldherr Hans Katzianer eroberte sie 1527 für die Habsburger, allerdings konnten 1536 die Brüder Jan und Rafael Podmanitzky die Burg für sich nehmen und erhielten von Johann Zápolya deren Herrschaftsgebiet. Dabei führten die Brüder einen langjährigen Streit gegen die Familie Imrefy, konnten 1556 aber ihre Meinungsunterschiede mit einem Abkommen beilegen.
1563 erwarb Franz Thurzo aus dem gleichnamigen Haus die Burg mit ihrem Herrschaftsgebiet und gliederte dieses seinen Ländereien mit dem Sitz auf dem Schloss Bytča ein. 1605 eroberten Heiducken von Stephan Bocskai die nur unzureichend verteidigte Burg. Die kleine und wenig bequeme Burganlage wurde danach kaum noch gewartet und auch mit der Herrschaft des Hauses Esterházy ab der zweiten Hälfte des 17. Jahrhunderts änderte sich nichts daran. Auf einem Kupferstich des niederländischen Künstlers Justus van der Nypoort aus dem Jahr 1686 ist die Burg noch in relativ gutem Zustand zu sehen, sie wurde aber Ende des 17. Jahrhunderts durch einen Blitzschlag beschädigt und wandelte sich langsam in eine Ruine.
Heute ist die Burgruine frei zugänglich.